# Echo Park (Los Angeles)

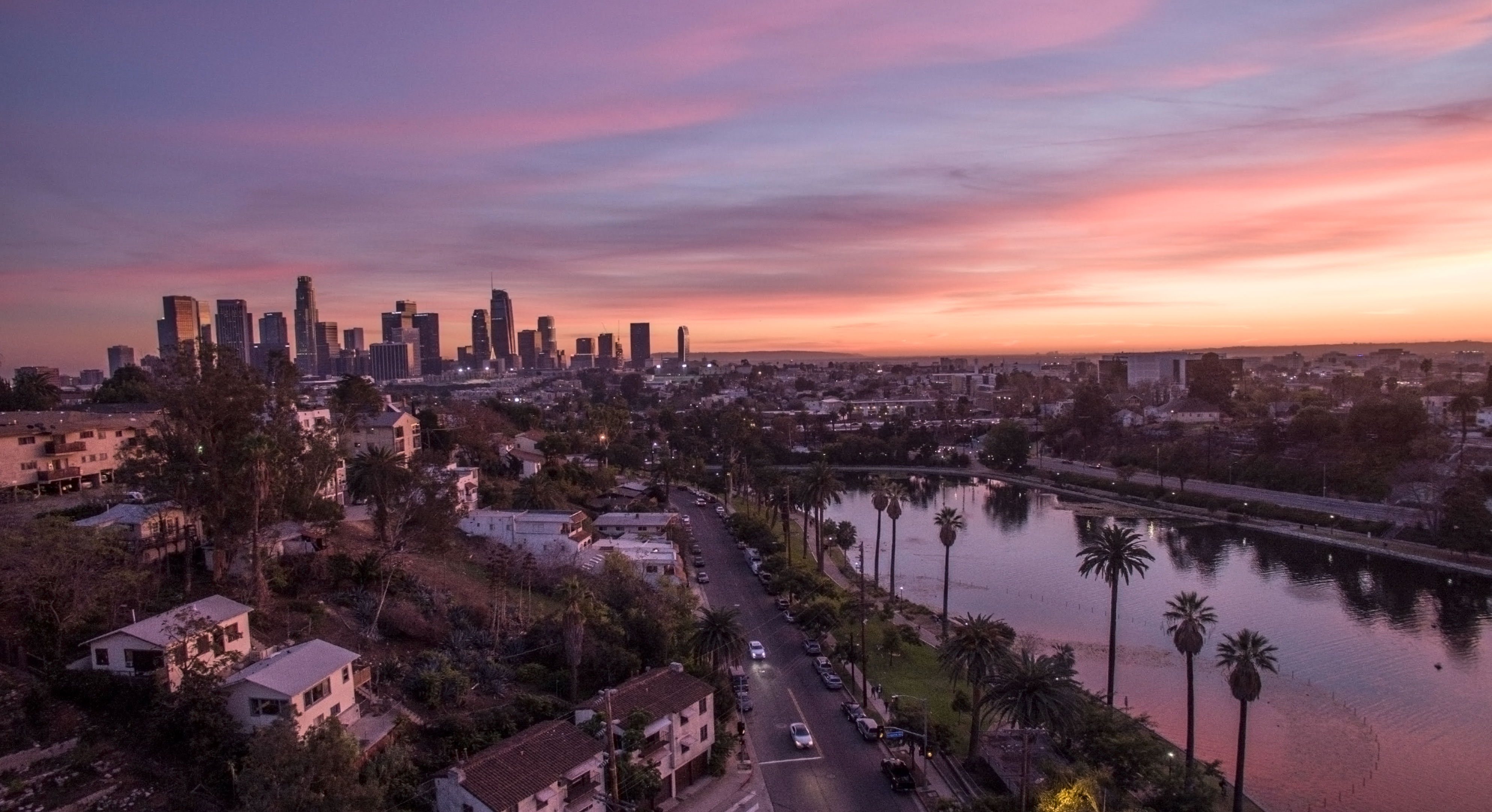
Luftbild von Echo Park mit Downtown Los Angeles im Hintergrund

Echo Park ist ein Stadtviertel in Los Angeles. Das Viertel liegt nördlich von Downtown Los Angeles. Nachdem es ab den 1950ern verwahrloste und zeitweilig als Gang-Gebiet galt, findet dort seit den 2000ern Gentrifizierung statt. Ein Teil des Viertels gehörte einst zum nicht mehr bestehenden Stadtteil Edendale, in dem in der Stummfilmära ein Zentrum der Filmindustrie lag. In Echo Park werden auch heute noch Filme und Fernsehsendungen gedreht.

## Name
Die Bezeichnung leitet sich von einem akustischen Effekt an dem zentralen künstlichem See ab.

## Lage und Geographie

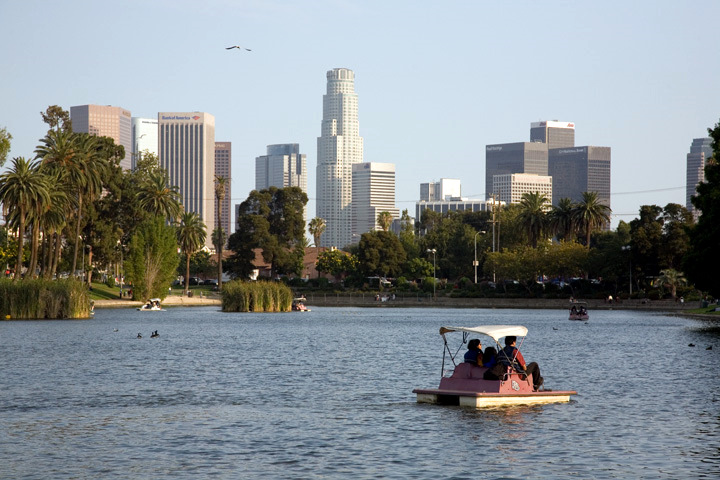
Der Echo Park Lake in Echo Park mit Blick nach Südwesten in Richtung Downtown Los Angeles

Echo Park ist um den gleichnamigen Park mit dem ebenfalls gleichnamigen See gruppiert. Es liegt im Norden von Downtown Los Angeles und im Westen von Chinatown. Südwestlich grenzt Westlake und nordöstlich Silver Lake an das Stadtviertel an. Weitere angrenzende Viertel sind Elysian Park, Elysian Valley und Glassell Park.

### Nachbarschaften im Viertel
Der Stadtteil verfügt über vier Distrikte: Angelino Heights, Elysian Heights, Historic Filipinotown und Victor Heights.

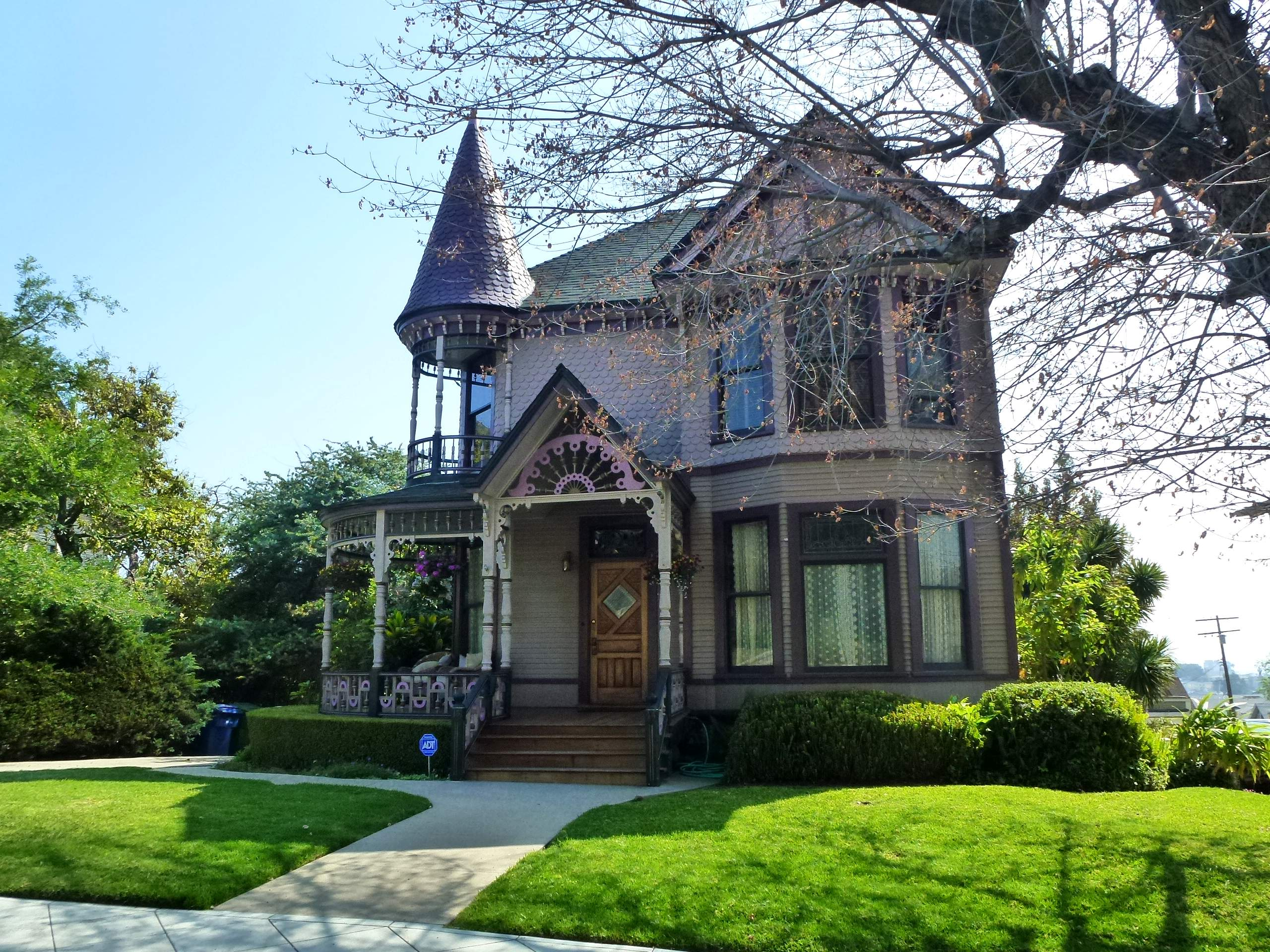
Das 1888 in der Carrol Avenue errichtete Haskins House

- Angelino Heights[4] liegt östlich des Echo Park Sees und nördlich des 101 Freeways. Es ist ein dreieckiges Gebiet mit etwa 500 Haushalten.[5] Der Distrikt verfügt über zahlreichen Altbauten, vor allem im viktorianischen Stil. Nennenswert ist die Carrol Avenue, in der das Musikvideo zu Michael Jacksons Thriller gedreht wurde.[6] Das Gebiet war in den 1880er-Jahren bebaut und erschlossen worden. Hierbei wurde auf Käufer der oberen Mittelschicht abgezielt. Eine Wirtschaftskrise 1888 verhinderte allerdings die weitere Entwicklung. Ab den 1970ern begannen sich die Bewohner für die Erhaltung der Bausubstanz in ihrer Nachbarschaft einzusetzen. Dies führte dazu, dass Angelino Heights 1983 zur ersten Historic Preservation Overlay Zone der Stadt Los Angeles erklärt wurde. Carrol Avenue ist in das National Register of Historic Places aufgenommen worden.[5]
- Elysian Heights liegt im Norden von Echo Park und ist durch steile Hügel und Canyons geprägt.[7][8] Hier befinden sich drei der steilsten Straßen der Großstadt Los Angeles.[1] Baxter Street als eine dieser Straßen wurde Anfang des 20. Jahrhunderts als Demonstrationsstrecke für Automobile genutzt.[9] Elysian Heights war Teil des ehemaligen Stadtteils Edendale, in dem die Filmindustrie von Los Angeles begann.[10] Eine überregionale Bekanntheit erlangte Elysian Heights nochmals durch Room 8, das Schulmaskottchen der Elysian Heights Elementary School. Die graugetigerte Kurzhaarkatze war ein Streuner, der sich ab 1952 in der Schule niederließ und populär genug wurde, dass nach dem Ableben 1968 in der Los Angeles Times ein Nachruf erschien. Zu Lebzeiten hatte die Katze 10.000 Briefe erhalten. Heute wird ihr durch zahlreichen Wandbildern an der Schule gedacht.[11]

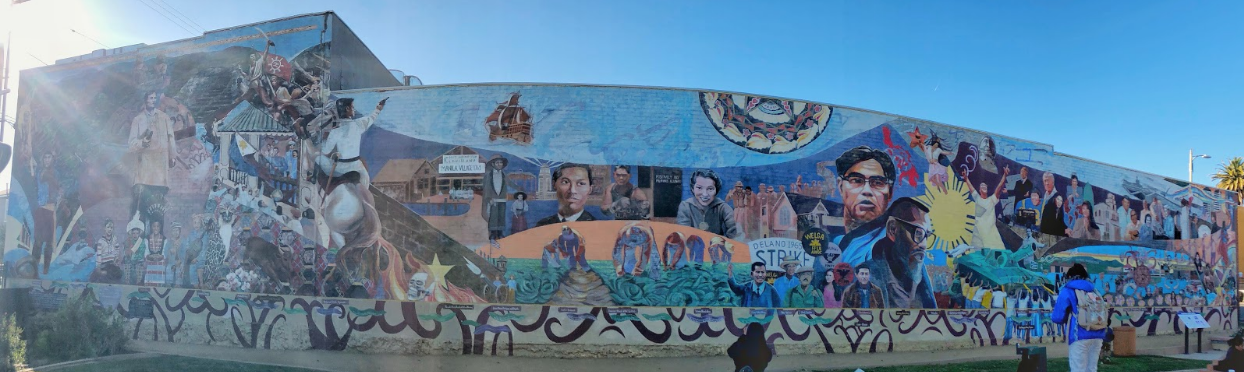
Wandbild im Historic Filipinotown, das an den Beitrag von Philippino-Amerikanern zu den USA erinnert

- Historic Filipinotown ist das einzige offiziell als Philipino-Enklave in den USA ausgewiesene Gebiet.[12] Die Nachbarschaft wurde 2002 auf Antrag des damaligen Ratsmitgliedes Eric Garcetti offiziell ausgewiesen. Obwohl die Philippino-Amerikaner nur einen Anteil von etwa einem Viertel der Einwohner ausmachen, ist dieser Anteil jedoch höher als in anderen ausgewiesenen ethnischen Enklaven in Los Angeles wie Thai Town oder Koreatown.[13] Allerdings gilt das Gebiet noch immer als kulturelles Zentrum der im Großraum von Los Angeles lebenden Philippinos.[14] Wandmalereien thematisieren den Beitrag von Philippino-Amerikanern zur Entwicklung der Vereinigten Staaten, ein Denkmal erinnert an Gefallene und Veteranen mit philippinischem Hintergrund. In Ermangelung an Parkflächen findet aber das Festival zur Feier der Philippino-Amerikaner nicht hier, sondern im nahen Grand Park statt.[13]
- Victor Heights war einst Teil dessen, was man als Little Italy von Los Angeles bezeichnen konnte. Ab 1890 ließen sich hier Zuwanderer aus Italien nieder und gründeten bis in die 1920er Geschäfte hier.[15] Heute ist Victor Heights bekannt als Heimat freilebender Pfauen.[16] Benannt ist Victor Heights nach Victor Beaudry, dem jüngeren Bruder des ehemaligen Bürgermeisters von Los Angeles Prudent Beaudry.[17]

### Geologie
Der Grund entlang der durch den Sunset Boulevard gebildeten Grenze zu Silver Lake besteht aus Sandstein. Der Sunset Boulevard war hier durch diese Hügel geschnitten worden. Die so entstandenen Sandsteinwände drohen zu kollabieren, es drohen hier auch Steinschläge.
Durch Echo Park führt eine 1992 entdeckte seismische Verwerfung, der Echo Park Fault.

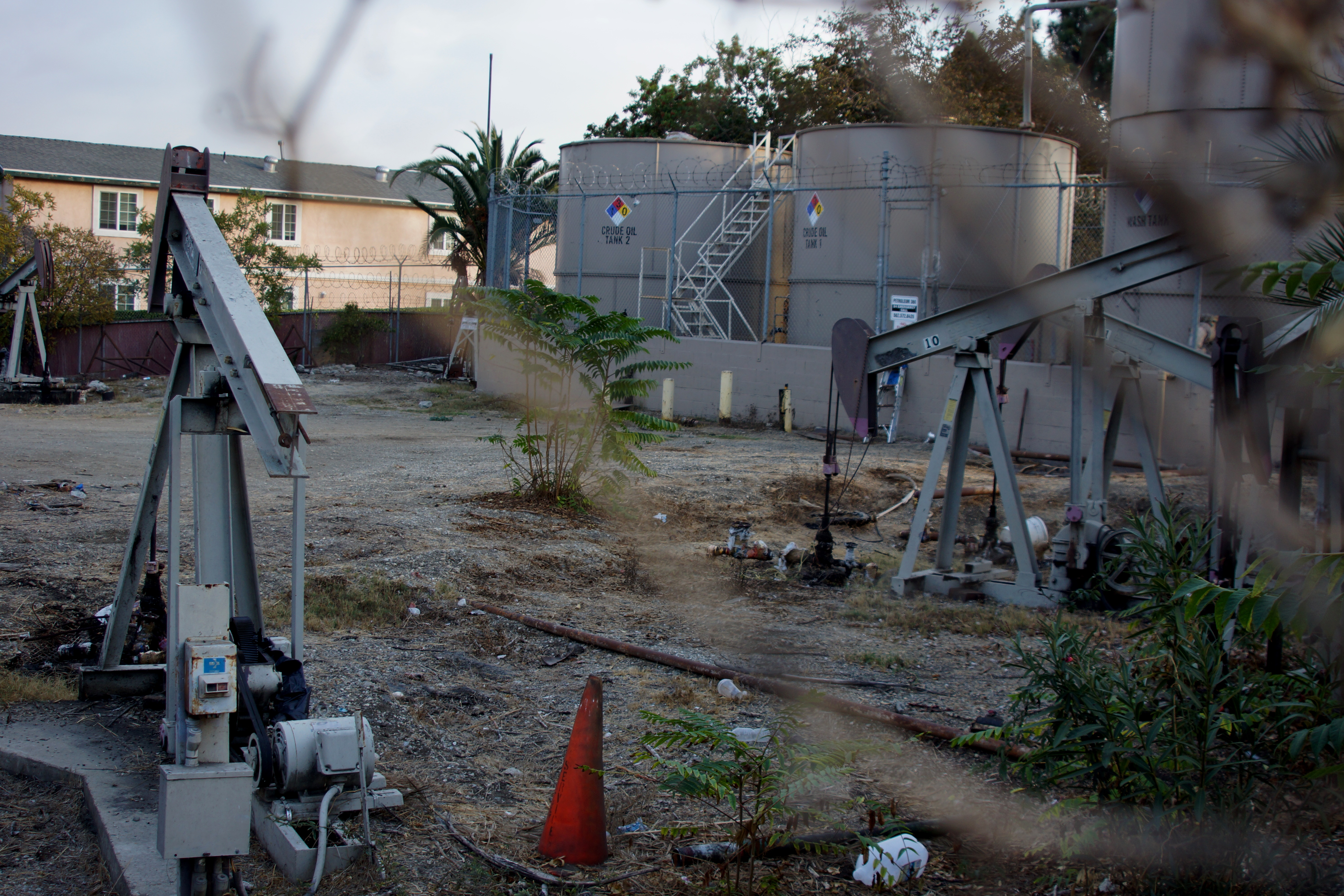
Noch heute stattfindende Ölförderung in Echo Park

Unter Echo Park lag ein größeres Ölfeld, das sich weiter über Westlake und Koreatown erstreckte. Die Erschließung begann mit der ersten von Edward Doheny niedergebrachten Ölbohrung und erstreckte sich im Wesentlichen bis in die 1950er-Jahre. Es blieben hunderte von wilden und nun unbekannten Ölquellen, die noch immer Gesundheitsrisiken darstellen können.

## Bevölkerung
Laut der Volkszählung von 2000 leben in Echo Park 40.455 Personen, nach Einschätzung des L.A. Department of City Planning lebten 2008 43.832 Personen im Stadtviertel. Die größte ethnische Gruppe in Echo Park sind Latinos (64 %), gefolgt von asiatischstämmigen Personen (18,8 %) und Weißen (12,9 %). Relativ hoch ist mit 53,1 % der Anteil der nicht in den Vereinigten Staaten geborenen Personen. Das durchschnittliche Jahreseinkommen der Bewohner in Höhe von $ 37.708 ist im Vergleich zum Durchschnittseinkommen in Los Angeles oder den USA niedrig. Mit 46,8 % der Erwachsenen ist Echo Park das Gebiet im Los Angeles County mit dem höchsten Anteil an Personen, die nie verheiratet waren. Seit den 2000ern findet in Echo Park zunehmend Gentrifizierung statt.

## Geschichte
Um das bis dahin unerschlossene Gebiet attraktiv für Grundstückskäufer zu machen, legte die private Los Angeles Canal and Reservoir Company 1868 bis 1870 ein Wasserreservoir für die Trinkwasserversorgung an. Hierfür wurde ein Damm durch das Bett des Wasserlaufs Arroyo de Los Reyes gebaut. Der Arroyo de Los Reyes entsprang nördlich des heutigen Echo Park und floss durch eine Schlucht in das Gebiet des heutigen Downtown, wo er südlich des Bunker Hill beim heutigen Pershing Square aus der Schlucht heraustrat. Der Arroyo war außer nach starken Regenfällen meist ausgetrocknet. Um das Becken zu füllen war ein Kanal vom Los Angeles River zum Staubecken geführt worden. Der so entstandene See wurde Reservoir No. 4 genannt und war das größte Gewässer innerhalb des Stadtgebietes von Los Angeles. Nachdem sich der erhoffte wirtschaftliche Erfolg nicht einstellte, übereignete im Mai 1891 die Los Angeles Canal and Reservoir Company das Reservoir an die Stadt, damit es zu einem Park umgestaltet werden könne. Am 26. Februar 1892 wurde dieses Gebiet offiziell als Echo Park eingeweiht. Unabhängig hiervon schnitt der Bauunternehmer E.C. Burlingame in den 1880ern und 1890ern Strecken für eine Eisenbahnlinie zum Griffith Park durch die Sandsteinhügel im Norden zum heutigen Echo Park. Hieraus entwickelte sich später der Sunset Boulevard, der heute die Grenze zwischen Echo Park und Silver Lake bildet.
Mit der Einweihung war der Park aber noch nicht fertiggestellt. Dies erfolgte in den folgenden Jahren unter Leitung von Joseph Henry Tomlinson. Tomlinson gestaltete den Park als Englischen Park. Unter anderem wurde eine Insel im See aufgeschüttet und durch zwei Brücken im rustikalen Stil mit dem Ufer verbunden und ein Bootshaus im Viktorianischen Stil errichtet. Diese Arbeiten waren 1895 vollendet. 1899 erweiterte die Stadt Los Angeles den Park um weitere Grünflächen bis zur Temple Street im Süden.
1892 erbohrte der spätere Ölbaron Edward Doheny an der Stelle, die heute als Echo Park Deep Pool bekannt ist (1419 Colton Street) die erste Ölquelle. Diese Bohrung stand am Beginn des Ölbooms, der Los Angeles zur Großstadt machte.

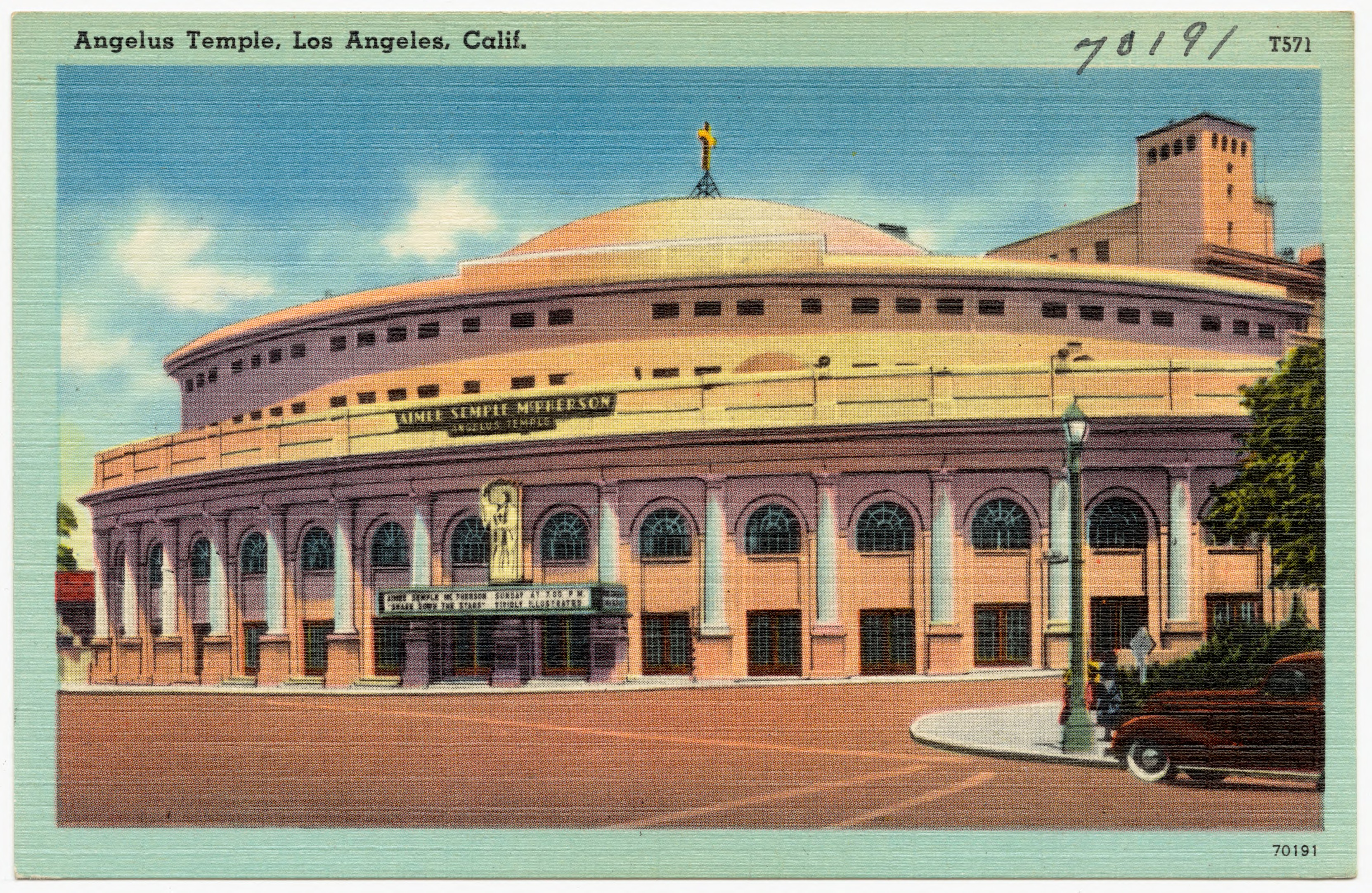
Angelus Temple auf einer historischen Postkarte aus den 1930er oder 1940er Jahren

Die Besiedlung und bauliche Erschließung war durch ein Recht der Stadt, das Reservoir No. 4 bis zu einer Tiefe von 40 Fuß fluten zu dürfen, behindert worden. Nachdem der Park 1892 eingeweiht war, war dieses Hindernis beseitigt – der Grundstücksverkauf begann. Der eigentliche Bauboom in Echo Park setzte aber erst in der 1920ern ein. In dieser Zeit wurden vor allem Häuser im spanischen Stil gebaut. Unter anderem eine Außenstelle der öffentlichen Bibliothek von Los Angeles. 1923 wurde auch der im Art-Deco-Stil errichtete Angelus Temple eröffnet. Dieser Boom endete aber 1929 mit der Weltwirtschaftskrise.

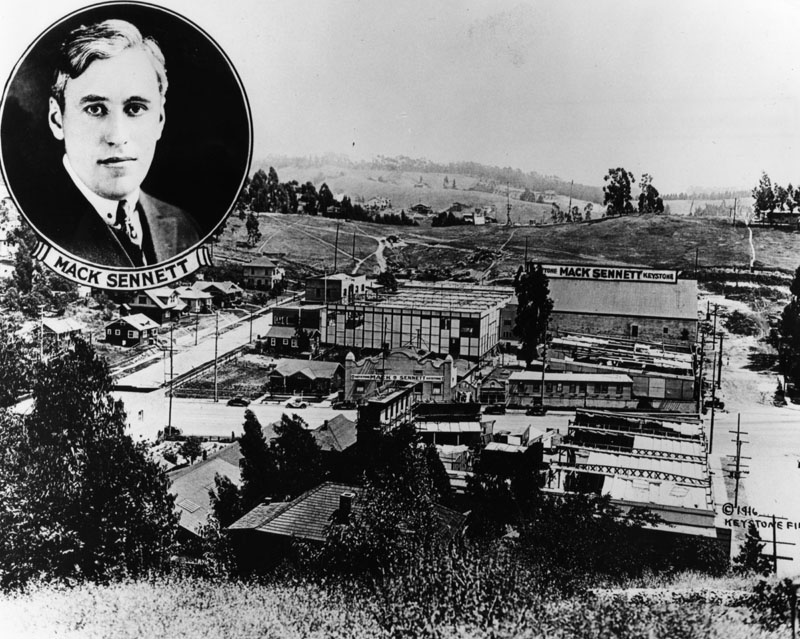
Keystone Studios in Edendale (heute Echo Park) um 1915

Ab 1910 siedelten sich im damals eigenständigen Stadtteil Edendale Filmstudios der Stummfilmära an. Das Gebiet von Edendale gehört heute zu Silver Lake und Echo Park. In dem heute zu Echo Park gehörenden Teil gründete Mack Sennett 1912 sein Filmstudio. Hier in den Keystone Studios begann unter anderem Charlie Chaplin seine Karriere. In den 1920ern begannen die Studios aber aus Edendale abzuwandern.
Um den Auswirkungen der Wirtschaftskrise entgegenzuwirken wurden öffentliche Projekte in Angriff genommen. Dies umfasste in Echo Park die Neuerrichtung des Bootshauses im spanischen Stil 1932 und die Errichtung der von Ada May Sharpless 1934 im Stil des Art Deco gestalteten Statur Reina de Los Angeles (besser bekannt als Lady of the Lake).
Galt der Echo Park bis zum Ende des Zweiten Weltkrieges als beliebtes Ausflugsziel, so setzte bald ein Niedergang ein. Von 1944 bis 1950 wurde der Hollywood Freeway durch das Parkgelände gebaut und trennte die Fußwege nach Downtown Los Angeles ab. 1955 stellte die Pacific Electric Railroad den Bahnservice nach Echo Park ein. 1971 kam es in der Folge des Sylmar-Erdbebens zu Schäden in Echo Park. unter anderem musste die bislang im Park stehende öffentliche Bibliothek abgerissen werden. Die Vernachlässigung führte zu niedrigeren Mietpreisen, was das Viertel attraktiv für Migrantenfamilien der Arbeiterklasse machte. Ab den 1950ern waren auch Gangaktivitäten beobachtbar.
Die zunehmende Vernachlässigung von Echo Park in den 1970ern und 1980ern führte zu zunehmenden Gangaktivitäten in dem Viertel. Sogar die Statur der Lady of the Lake musste wegen Graffitischmierereien zeitweilig eingelagert werden. In den 1970ern bis 1990ern waren starke Gangaktivitäten von mehreren lokalen Gangs zu beobachten. 2013 wurde in Echo Park eine Gangsperrzone gegen sechs in Echo Park aktive Gangs erlassen. Zusammen mit einer zunehmenden Gentrifizierung verminderte dies Gang-Aktivitäten stark.

## Bildung

### Schulen
In Echo Park bestehen fünf öffentliche Grundschulen, zwei Grundschulen, die Charter Schools sind und zwei private Grundschulen. Mit der School for the Visual Arts and Humanities besteht eine High School in Echo Park.

### Bibliotheken
Die Öffentliche Bibliothek von Los Angeles unterhält in Echo Park zwei Niederlassungen.
Die Echo Park Branch Library befindet sich im Gebiet, das als Historic Filipinotown bekannt ist und enthält unter anderem eine Sammlung zur Kultur der Philippinen und zur Geschichte der Philippino-Amerikaner. Die Bibliothek ist außerdem Treffpunkt des Aphasia Book Club, des ersten Buchklub für von Aphasie Betroffenen in Nordamerika.
Die Edendale Branch Library am Sunset Strip ist die zweite öffentliche Bibliothek auf dem Gebiet von Echo Park. Der Bibliotheksname erinnert an das ehemalige Künstler- und Filmviertel Edendale, das auf der Grenze von Echo Park und Silver Lake lag.

### Museen
Echo Park ist die Heimat einiger kleinerer Museen.
- Das Heritage Square Museum ist der Geschichte Südkaliforniens vom Bürgerkrieg bis zum Ende des 20. Jahrhunderts gewidmet.[36]

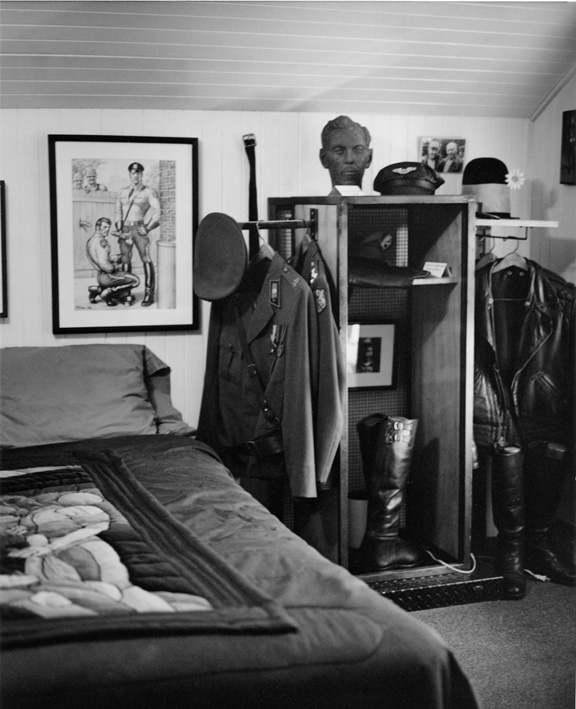
Gedenkraum an Tom of Finland in den Räumlichkeiten der Tom of Finland Foundation

- Gedenkraum an Tom of Finland in den Räumlichkeiten der Tom of Finland Foundation Die Tom of Finland Foundation betreibt im ehemaligen Wohnhaus des Künstlers Tom of Finland eine Sammlung erotischer Kunst.[37][38]
- Mit dem 3D Space eröffnete im Sommer 2018 ein kleines privates Museum, dass der Technik und Kunst der 3D-Darstellung gewidmet ist.[39] Die Ausstellung im 3 D Space wechselt alle zwei bis drei Monate.[40]

## Echo Park in der Populärkultur

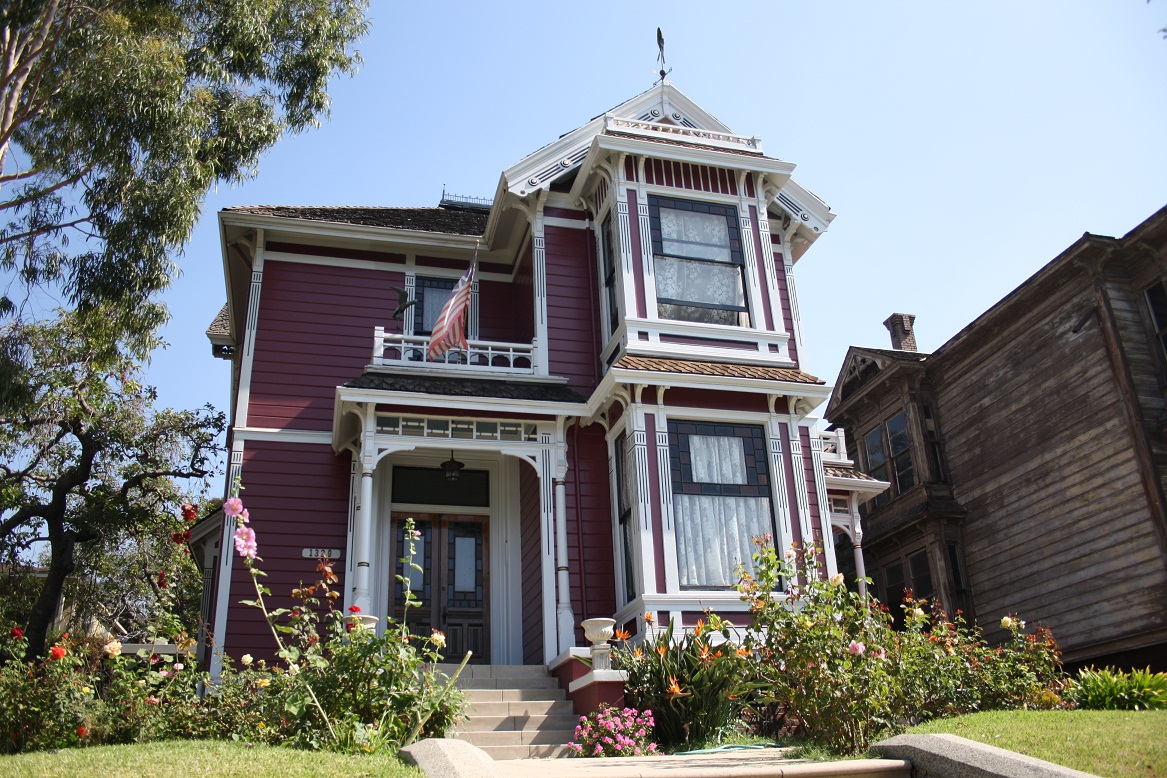
Gebäude in der Carrol Avenue in Angelino Heights. Auch ein Drehort für Charmed.

Echo Park war Drehort für zahlreiche Filme. Der See im Echo Park war schon Drehort für frühe Stummfilme. Keystone Studios musste an einem Punkt sogar untersagt werden dort zu drehen. Grund war, dass zu viele Blumen im Park bei Dreharbeiten zerstört wurden. Hier wurden außerdem zahlreiche Musikvideos gedreht, unter anderem für Madonna und Michael Jackson. Das Plattencover für Meets the Rhythm Section des Jazzsaxofonisten Art Pepper wurde an der Baxter Street aufgenommen.
Das Viertel ist auch in Fernsehserien zu sehen. So ist das Wohnhaus der Hauptfiguren von Charmed – Zauberhafte Hexen ein Haus in der Carrol Avenue in Echo Park.
 Filme mit direktem Bezug zu Echo Park
- Der Film Echo Park von Robert Dornhelm von 1986 befasst sich mit den Bewohnern der Nachbarschaft.
- Allison Anders Film Mi Vida Loca[44][45] von 1993 befasst sich mit einer Mädchengang in Echo Park, wo Anders damals lebte.[46]
- Der Film Echo Park (2016) von Amanda Marsalis beschreibt mehrere Episoden aus dem Leben des Drehbuchautors und Hauptdarstellers des Films Anthony Okungbawa. Er lebt in Echo Park.[47][48]
- Der 2018 erschienene Film In Echo Park[49] von Nathaniel Lezra stellt das Leben mehrerer Bewohner des Stadtteils dar. LA Weekly urteilte allerdings, es sei ein weiterer Film über Los Angeles, der einen nicht Los Angeles besuchen wollen lässt.[50]

## Söhne und Töchter von Echo Park
- Danny Trejo (* 1944), Schauspieler
- Room 8 (1947–1968), Katze